# Rață moțată
Rața moțată (Aythya fuligula) este o specie de rață scufundătoare de mărime medie. 

## Descriere
Lungimea ratei moțate este de 40-47 cm, anvergura aripilor de 65-75 cm iar greutatea de 0,5 - 1 kg. Este o pasăre migratoare ce cuibărește în Europa și Asia, și care iernează în jurul Mediteranei, din Africa până în Etiopia, China, India și Filipine. În România, mai ales în Dobrogea, este oaspete de iarnă. 
Rățoiul este negru cu flancurile albe și cu un moț de pene, iar rața are un colorit mai brun și nu prezintă moț. Depune 6 până la 14 ouă în perioada mai-iunie într-o gaură din sol, lângă apă, sub vegetație. Bobocii ies după 24 de zile de clocit și sunt acoperiți cu un puf brun-negricios, cu pete galbene pe abdomen. 

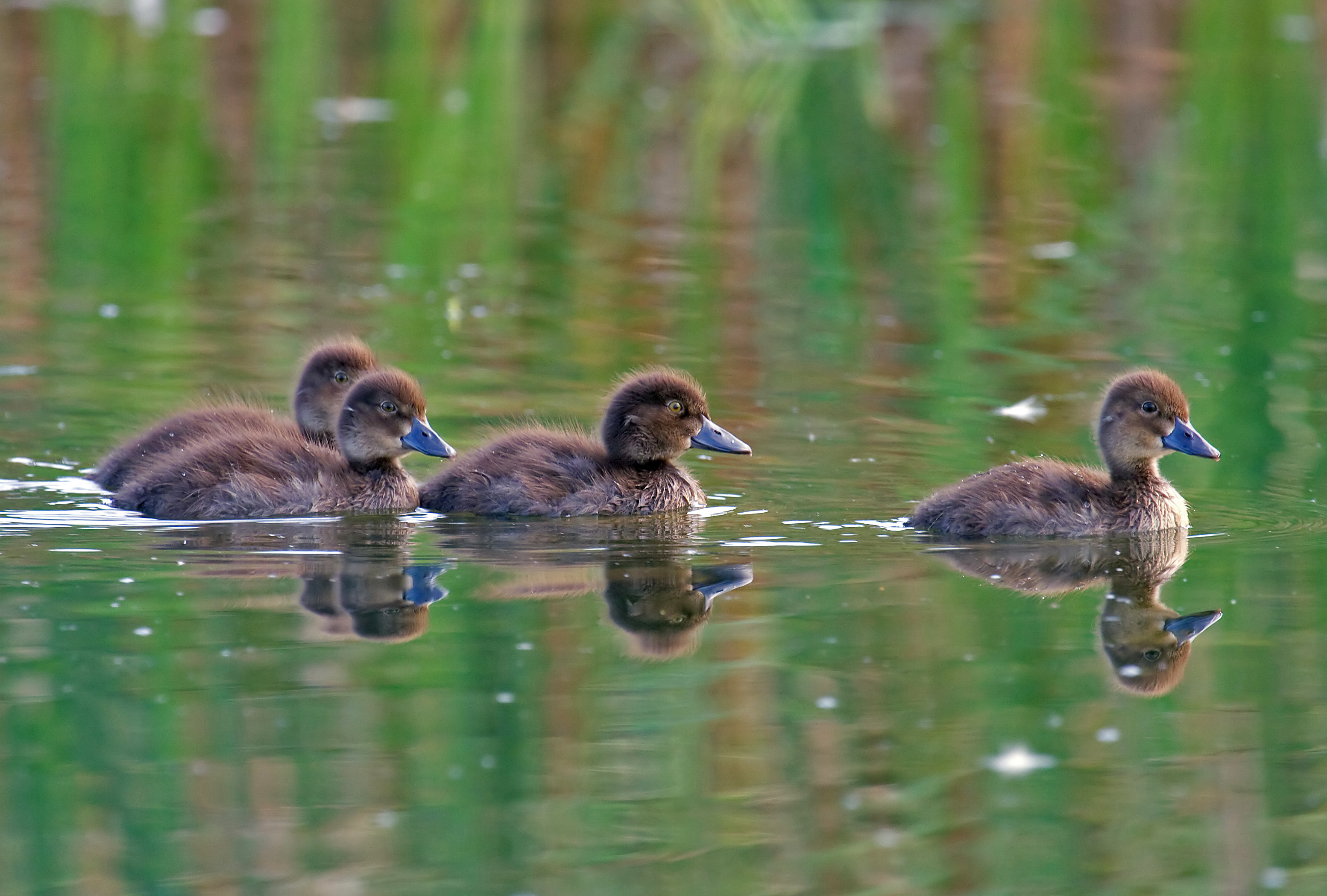
Răţuşte
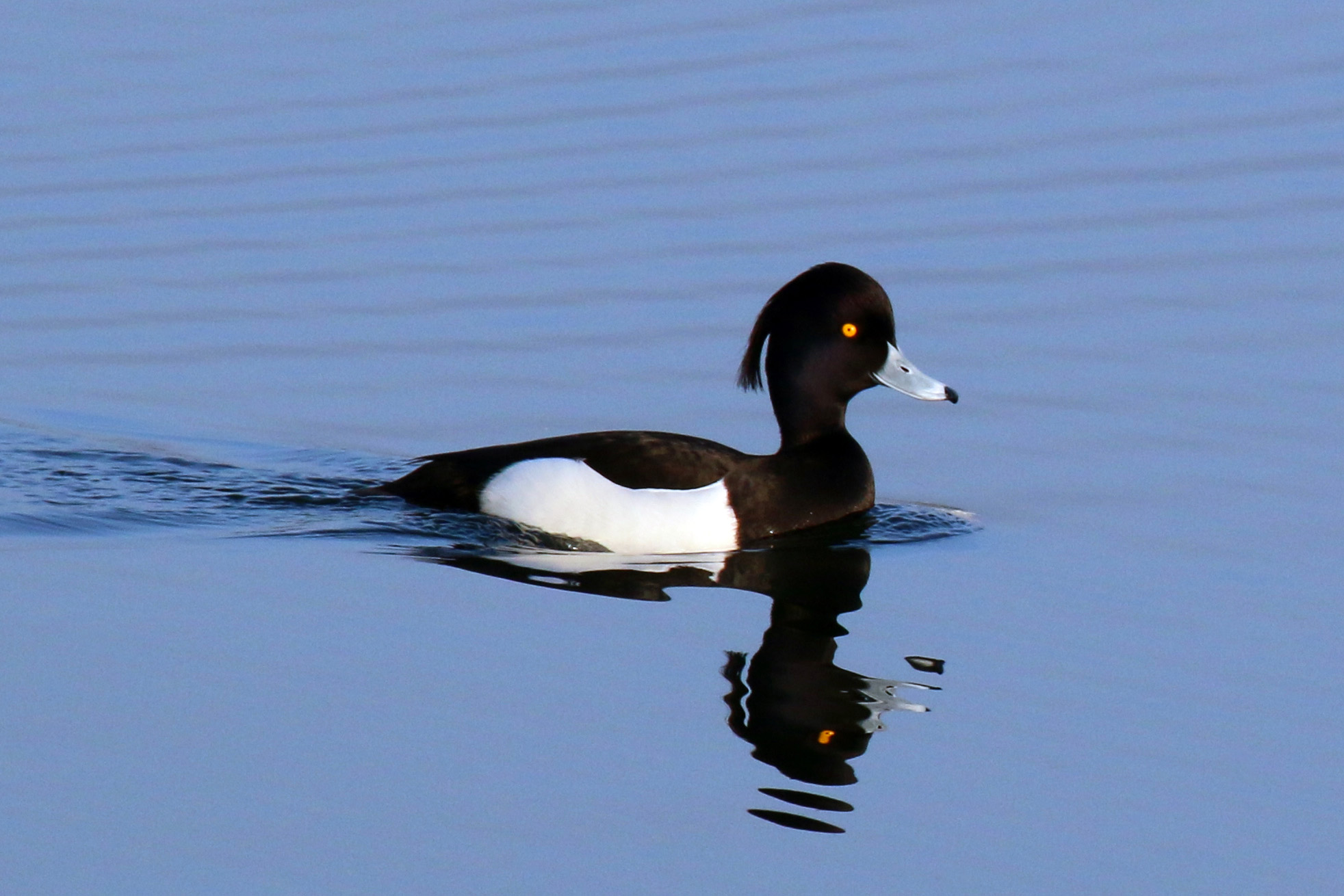
În Oxfordshire
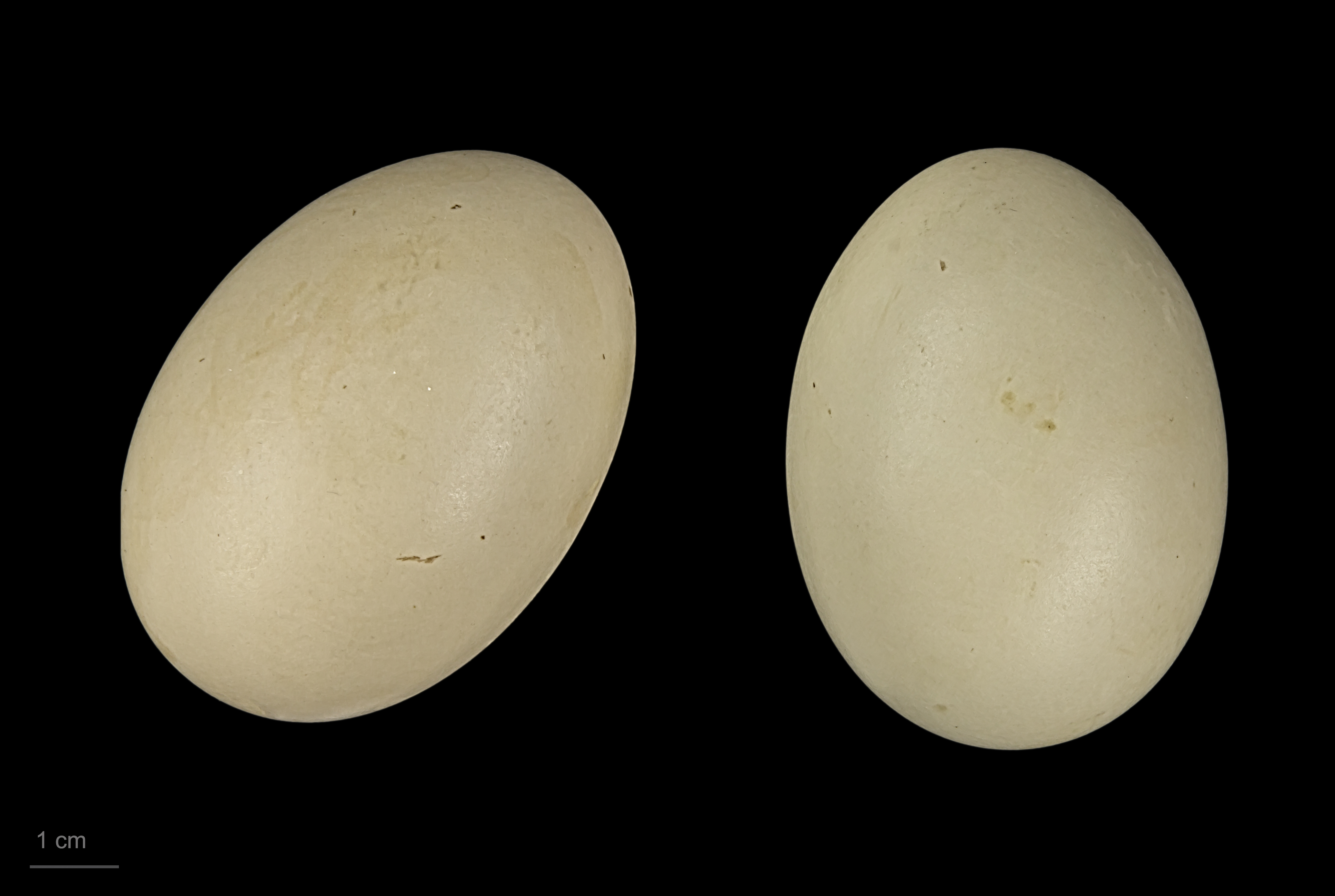
Aythya fuligula - MHNT